# Jasmin Handanović
Jasmin Handanović, slovenski upokojeni nogometaš, * 28. januar 1978, Ljubljana.

## Klubska kariera
Handanović je nogometno kariero začel pri ljubljanski Olimpiji, pri kateri je igral v vseh selekcijah. Za člansko moštvo je debitiral v sezoni 1997/98. V sezoni 2001 je prestopil v kranjski Triglav. Sezoni zatem je igral za Zagorje in ljubljansko Svobodo, nato pa se je v sezoni 2004/05 vrnil v matično Olimpijo. Po sezoni brez prave priložnosti je prestopil v Koper. Uveljavil se je kot prvi vratar, z ekipo pa so osvojili 3. mesto v prvenstvu in zmagali v pokalu. Sezono za tem je Koper ponovno osvojil pokal, Handanović pa je bil proglašen za najboljšega vratarja Prve lige. Junija 2007 je prestopil v Mantovo. Od poletja 2011 do 2021 je igral za NK Maribor. Po mnenju mnogih je tudi "najboljši vratar vseh časov", ki so igrali za NK Maribor. Zaradi njegove borbenosti so v čast njemu upokojili njegovo številko 33.

## Reprezentančna kariera
Handanović je za reprezentanco do 21 let debitiral leta 1999 na prijateljski tekmi proti Finski. Za člansko reprezentanco je prvič nastopil novembra 2008 na prijateljski tekmi proti reprezentanci Bosne in Hercegovine.

## Dosežki

#### NK Olimpija
- Slovenski pokal: 2000

#### NK Koper
- Slovenski pokal: 2006, 2007

#### NK Maribor
- Slovenska liga: 2011/12, 2012/13, 2013/14, 2014/15
- Slovenski pokal: 2012, 2013, 2016
- Slovenski superpokal: 2012, 2013, 2014

## Zasebno življenje
Tudi njegov bratranec Samir je nogometni vratar, ki trenutno brani v Serie A za ekipo Inter.